# Brașov
Brașov (pronúncia em romeno: AFI: /braˈʃov/  ? escutar; em alemão: Kronstadt; em húngaro: Brassó; em latim: Corona) é um município e cidade da região histórica da Transilvânia, Roménia. É a capital do distrito (județ) homónimo e a 6.ª maior cidade do país em população. Tem 267,3 km² de área e em 2021 tinha 290 743 habitantes(densidade: 1 087,7 hab./km²). A área metropolitana de Brașov tem 1 368,5 km² de área e em 2021 tinha 371 802 habitantes.
A cidade situa-se na parte central da Roménia, cerca de 166 km a norte de Bucareste e 380 km a oeste do mar Negro. Está rodeada pelas montangas dos Cárpatos Meridionais (também chamados internacionalmente Alpes da Transilvânia). No passado foi um centro importante dos saxões da Transilvânia e um polo comercial nas rotas comerciais entre o leste e oeste do que é hoje a Roménia e entre a Áustria e o Império Otomano. A minoria saxã (de origem alemã), outrora numerosa, estava reduzida a 0,5% da população em 2011.

## Etimologia
A cidade é mencionada em 1235 com o nome latino Corona, que significa "coroa", dado por colonos alemães. Segundo D. Moldovanu, o topónimo romeno tem origem no rio local Bârsa (ou Bărsa). Bărsa foi adotado por eslavos e mais tarde transformou-se em Barsa, depois em Barsov e finalmente em Brasov. Segundo Binder, o nome atual romeno e o húngaro Brassó (AFI: /ˈbrɒʃʃoː/) derivam da palavra barasu da  língua oguz dos pechenegues, que significa "água branca", com o sufixo eslavo -ov. Outros linguistas propuseram diversas etimologias, incluindo um antropónimo do antigo eslavo — Brasa.
A primeira menção registada dum topónimo semelhante a Brașov é Terra Saxonum de Barasu ("Terra Saxã de Baras"), que surge num documento de 1252. O nome alemão Kronstadt significa "Cidade da Coroa", e reflete-se no brasão da cidade e no seu nome em latim medieval Corona. Durante a Idade Média, os nomes Kronstadt e Corona foram usados simultaneamente, a par do outro nome em latim: Brassovia.
Entre 1950 e 1960, durante o período comunista, a cidade foi chamada oficialmente Orașul Stalin, em honra do líder soviético Josef Stalin.

## História

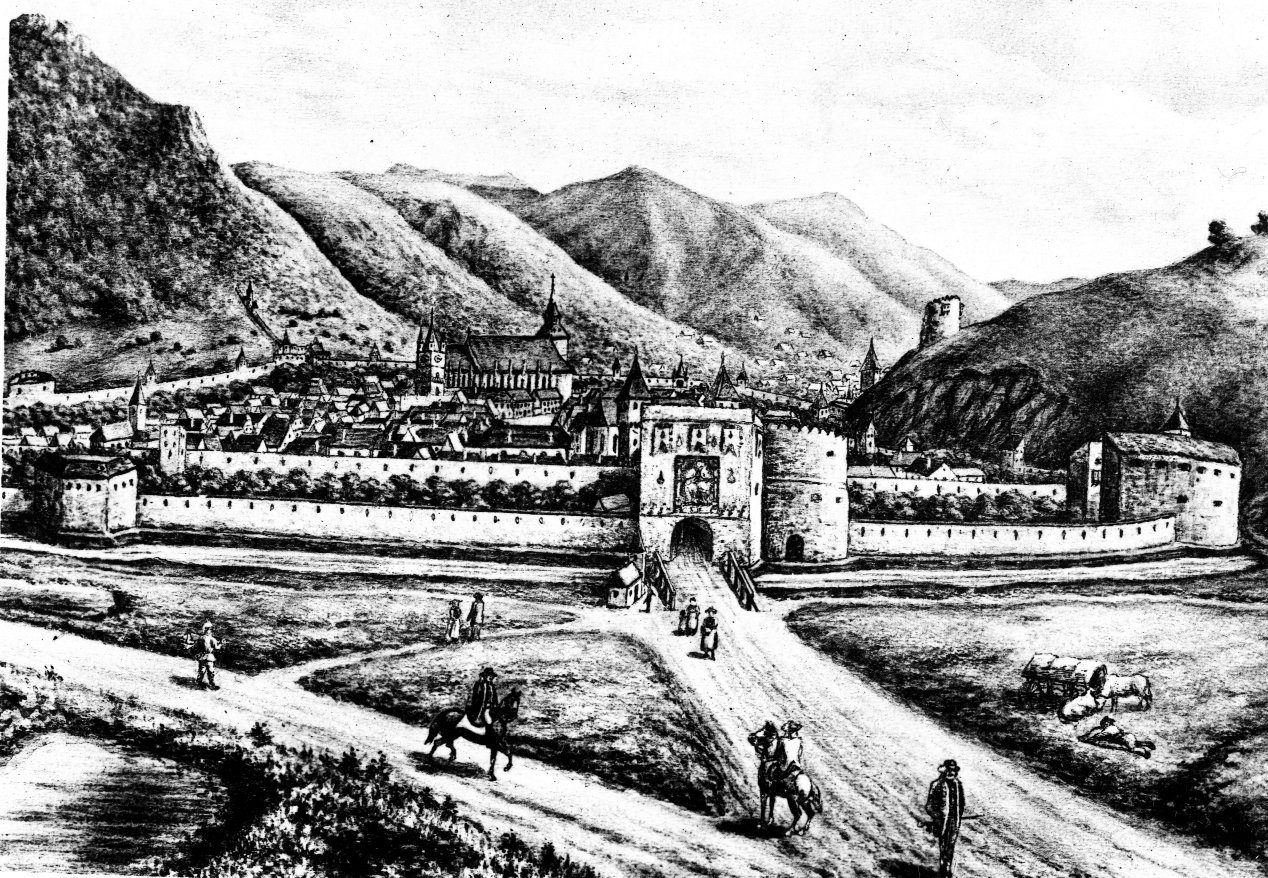
Gravura do século XVII de Brașov antes do fogo de 1689

Os vestígios mais antigos de atividade e povoamento humano em Brașov remontam ao Neolítico, c. 9 500 a.C. Nos trabalhos arqueológicos realizados desde a segunda metade do século XIX foram descobertos vestígios de povoamento contínuo em várias áreas da região de Brașov: Valea Cetății, Pietrele lui Solomon, Șprenghi, monte Tâmpa, Dealul Melcilor e Noua. As três primeiras localizações apresentam vestígios de cidadelas dácia. Na colina de Șprenghi existiu uma construção de estilo romano. Os nomes dos sítios arqueológicos das duas últimas localizações deram o seu nome a culturas da Idade do Bronze — Schneckenberg ("Colina dos Caracóis", da Idade do Bronze primitiva) e Noua ("Nova", da  Idade do Bronze tardia).
Os colonos alemães, conhecidos como saxões da Transilvânia, desempenharam um papel decisivo no desenvolvimento de Brașov. Estes alemães foram convidados a instalar-se na Trasnilvânia pelos reis húngaros para desenvolverem cidades, construírem minas e cultivarem terras em vários períodos entre 1141 e 1300. Estes colonos vieram principalmente da Renânia, Flandres e da região do Mosela, mas também houve alguns que vieram da Turíngia, Baviera, Valónia e até França.
Em 1211, por ordem do rei André II da Hungria, os Cavaleiros Teutónicos fortificaram Burzenland para defender a fronteira do Reino da Hungria. No local onde é atualmente Brașov existia então uma aldeia, onde os Cavaleiros Teutónicos construíram Kronstadt. Não obstante os cavaleiros terem sido expulsos em 1225, os colonos que eles tinham trazido ficaram na região e, com a população local, fundaram três localidades distintas no local de Brașov: Corona, em volta da Igreja Negra (Biserica Neagră), Martinsberg, a oeste da colina de Cetățuia, e Bartholomä, no lado oriental da colina de Șprenghi.
Os alemães que viviam na cidade ocupavam-se principalmente no comércio e artesanato. A localização, na interseção de rotas comerciais que ligavam o Império Otomano à Europa Ocidental, além de diversas isenções de impostos, possibilitou  que aos mercadores saxões acumulassem riqueza considerável e exercessem uma forte influência política. Eles contribuíram grandemente para o estilo arquitetónico da cidade. Em volta desta foram erigidas muralhas, que foram continuamente expandidas e dotadas de torres que eram mantidas por diferentes guildas, seguindo o costume medieval. Parte do conjunto de fortificações foi recentemente restaurado com o apoio de fundos da UNESCO e há outros projetos de recuperação a decorrer. Duas das antigas portas da cidade ainda existem, a Poarta Ecaterinei (ou Katharinentor) e a Poarta Șchei (ou Waisenhausgässertor). Em 1689, um fogo de grandes proporções destruiu a maior parte da cidade muralhada, cuja reconstrução de prolongou por várias décadas.
Além da população alemã que vivia na cidade muralhada e nos arrabaldes a norte, Brașov também tinha uma população romena significativa, que vivia no bairro de Șchei, e uma comunidade húngara, que vivia no bairro de Blumăna. A importância da igreja e escola romena em Șchei é atestada pelas doações generosas que receberam de mais de trinta hospodares da Moldávia e da Valáquia, além da da czarina Isabel da Rússia (r. 1741–1762). Nos séculos XVII e XIX, os romenos de Șchei fizeram campanhas pelos seus direitos nacionais, políticos e culturais, nas quais foram apoiados por romenos doutras províncias e pelos comerciantes gregos locais. O imperador romano-germânico José II (r. 1765–1790) concedeu direitos de cidadania aos romenos durante um breve período nas últimas décadas do século XVIII. Em 1838 foi fundado o primeiro jornal de língua romena, o Gazeta de Transilvania, que teve um papel muito importante no despertar da consciência nacionalista romena na Transilvânia, e as primeiras instituições romenas de educação superior, as Școlile Centrale Greco-Ortodoxe ("Escolas Centrais Greco-Ortodoxas"), que atualmente têm o nome de Andrei Șaguna, um metropolita ortodoxo romeno do século XIX.
In 1850, a cidade tinha 21 782 (40,7% alemães, 40% romenos e 13,4% húngaros). Em 1910 tinha 41 056 (26,4% alemães, 28,7% romenos e 43,4% húngaros). Na Primeira Guerra Mundial, Brașov foi ocupada por tropas romenas entre 16 de agosto e 4 de outubro de 1916, durante a Batalha da Transilvânia. Em 1918, após a proclamação da união da Transilvânia com a Roménia em Alba Iulia, adotada pelos deputados dos romenos da Transilvânia, os deputados dos saxões da Transilvânia também apoiaram a união e declararam a sua fidelidade ao novo Estado romeno. O período entreguerras foi um tempo de desenvolvimento económico e cultural em geral e também para os saxões de Brașov. No entanto, no fim da Segunda Guerra Mundial, muitos saxões transilvanos foram deportados para a União Soviética e muitos mais emigraram para a Alemanha Ocidental após a Roménia se ter tornado um país comunista.
Durante a era comunista, o desenvolvimento industrial acelerou significativamente. Em 1987, durante os últimos anos do governo de Nicolae Ceaușescu, a cidade foi palco duma grande greve, que evoluiu para uma verdadeira rebelião que foi duramente reprimida pelas autoridades, que prenderam centenas de operários.

### Comunidade judaica

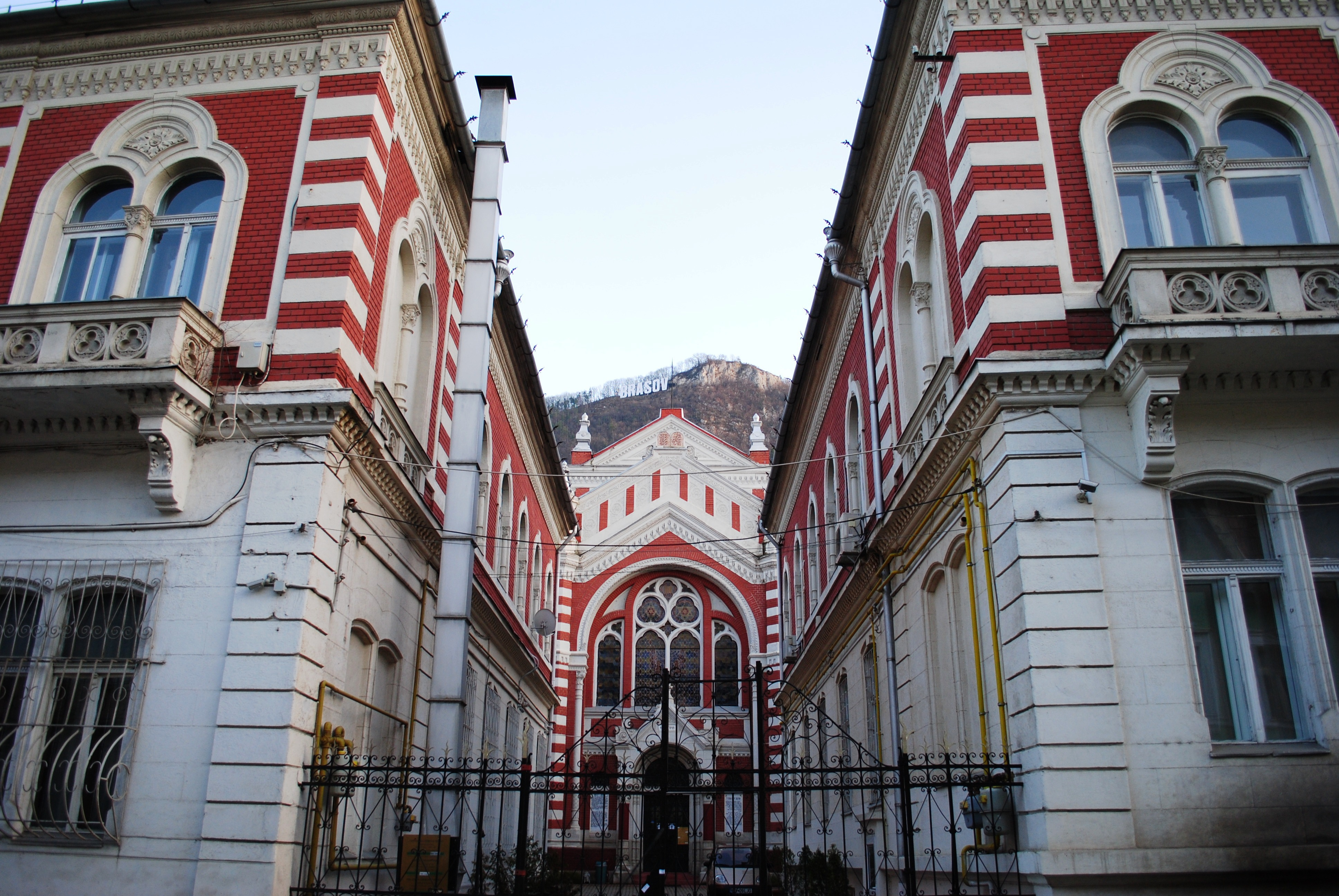
Sinagoga neóloga de Brașov

A primeira comunidade de judeus de Brașov surgiu em 1828. Em 1868 foi criada uma associação de judeus neólogos, o ramo húngaro do judaísmo reformista, de cariz liberal, de rito asquenaze e contraponto do judaísmo ortodoxo. Os judeus ortodoxos da cidade formaram uma associação em 1877. A sinagoga neóloga, erigida entre 1899 e 1905, tinha lugar para 800 fiéis. Durante o período entreguerras, as duas comunidades tinham instituições separadas, mas apesar disso em 1940 fundaram uma escola gerida conjuntamente. Em 1920 surgiram organizações sionistas. Em 1930 havia 2 594 judeus na cidade, que representavam 4% da população total. No outono de 1940, durante o Estado Nacional Legionário, a Guarda de Ferro nacionalizou todas as instituições judaicas e apoderou-se da maior parte das lojas pertencentes a judeus. No ano seguinte, os judeus recrutados para batalhões de trabalhos forçados por toda a Transilvânia meridional foram concentrados em Brașov. A estes juntaram-se 200 refugiados vindos de Ploiești. Em agosto de 1942, 850 judeus com idades entre os 18 e os 50 anos foram recrutados para batalhões de trabalho em Brașov, enquanto que outros foram enviados para Predeal e Bran. Na primavera de 1943, 250 jovens judeus foram enviados para Suraia para construírem fortificações. Na sequência do Golpe de Estado do rei Miguel em agosto de 1944, os batalhões de trabalho forçado foram reduzidos para 250 a 300 homens, depois da maior parte dos judeus terem conseguido a sua libertação. Em 1945-1946, a população de judeus em Brașov era de cerca de 3 500.

## Clima
O clima de Brașov é do tipo continental húmido (Dfb na classificação de Köppen-Geiger). A localização da cidade, num planalto no local onde o eixo dos Cárpatos faz uma curva, faz com que as temperaturas no inverno sejam as mais baixas da Roménia. Em geral, há períodos em que a temperatura desce aos -10 °C, chegando por vezes abaixo dos -10 °C durante vários dias ou semanas. Em contrapartida, as montanhas protegem a região dos ventos violentos que se formam na Moldávia, a leste dos Cárpatos, e na Munténia, a sul dos Cárpatos. Durante o verão as temperaturas podem ultrapassar os 30 °C, como acontece noutras cidades romenas. Esta grande diferença de temperaturas entre o verão e o inverno é caraterísticos dos climas continentais.
| Dados climatológicos para Brașov         | Dados climatológicos para Brașov | Dados climatológicos para Brașov | Dados climatológicos para Brașov | Dados climatológicos para Brașov | Dados climatológicos para Brașov | Dados climatológicos para Brașov | Dados climatológicos para Brașov | Dados climatológicos para Brașov | Dados climatológicos para Brașov | Dados climatológicos para Brașov | Dados climatológicos para Brașov | Dados climatológicos para Brașov | Dados climatológicos para Brașov |
| Mês                                      | Jan                              | Fev                              | Mar                              | Abr                              | Mai                              | Jun                              | Jul                              | Ago                              | Set                              | Out                              | Nov                              | Dez                              | Ano                              |
| ---------------------------------------- | -------------------------------- | -------------------------------- | -------------------------------- | -------------------------------- | -------------------------------- | -------------------------------- | -------------------------------- | -------------------------------- | -------------------------------- | -------------------------------- | -------------------------------- | -------------------------------- | -------------------------------- |
| Temperatura máxima recorde (°C)          | 18                               | 15,5                             | 21,4                             | 22,4                             | 27,2                             | 29                               | 31                               | 30,4                             | 28                               | 25,9                             | 19,4                             | 15,3                             | 31                               |
| Temperatura máxima média (°C)            | −0,3                             | 1,7                              | 7,6                              | 14,0                             | 19,2                             | 22,1                             | 24,0                             | 23,9                             | 20,3                             | 14,5                             | 7,2                              | 1,5                              | 13,0                             |
| Temperatura média (°C)                   | −4,3                             | −2,3                             | 2,6                              | 8,3                              | 13,4                             | 16,4                             | 18,1                             | 17,8                             | 14,2                             | 8,7                              | 3,1                              | −1,9                             | 7,8                              |
| Temperatura mínima média (°C)            | −8,3                             | −6,2                             | −2,3                             | 2,6                              | 7,6                              | 10,8                             | 12,3                             | 11,8                             | 8,1                              | 3,0                              | −1,0                             | −5,2                             | 2,8                              |
| Temperatura mínima recorde (°C)          | −19,8                            | −22                              | −17,5                            | −11,8                            | −6,5                             | −0,6                             | −5                               | 0,4                              | −4,8                             | −12,5                            | −18,7                            | −22                              | −22                              |
| Precipitação (mm)                        | 31                               | 28                               | 30                               | 50                               | 79                               | 97                               | 94                               | 73                               | 49                               | 38                               | 36                               | 32                               | 637                              |
| Dias com precipitação                    | 14                               | 13                               | 17                               | 11                               | 7                                | 5                                | 6                                | 4                                | 5                                | 6                                | 11                               | 14                               | 113                              |
| Dias com chuva                           | 2                                | 2                                | 5                                | 5                                | 6                                | 5                                | 6                                | 4                                | 5                                | 4                                | 3                                | 3                                | 50                               |
| Dias com neve                            | 12                               | 11                               | 12                               | 6                                | 1                                | 0                                | 0                                | 0                                | 0                                | 2                                | 8                                | 11                               | 63                               |
| Fontes: Climate-Data.org, Meoweather.com |                                  |                                  |                                  |                                  |                                  |                                  |                                  |                                  |                                  |                                  |                                  |                                  |                                  |

## Demografia
O município tem 267,3 km² de área e em 2021 tinha 290 743 habitantes  (densidade: 1 087,7 hab./km²). A área metropolitana tinha 371 802 habitantes em 2021.

## Economia

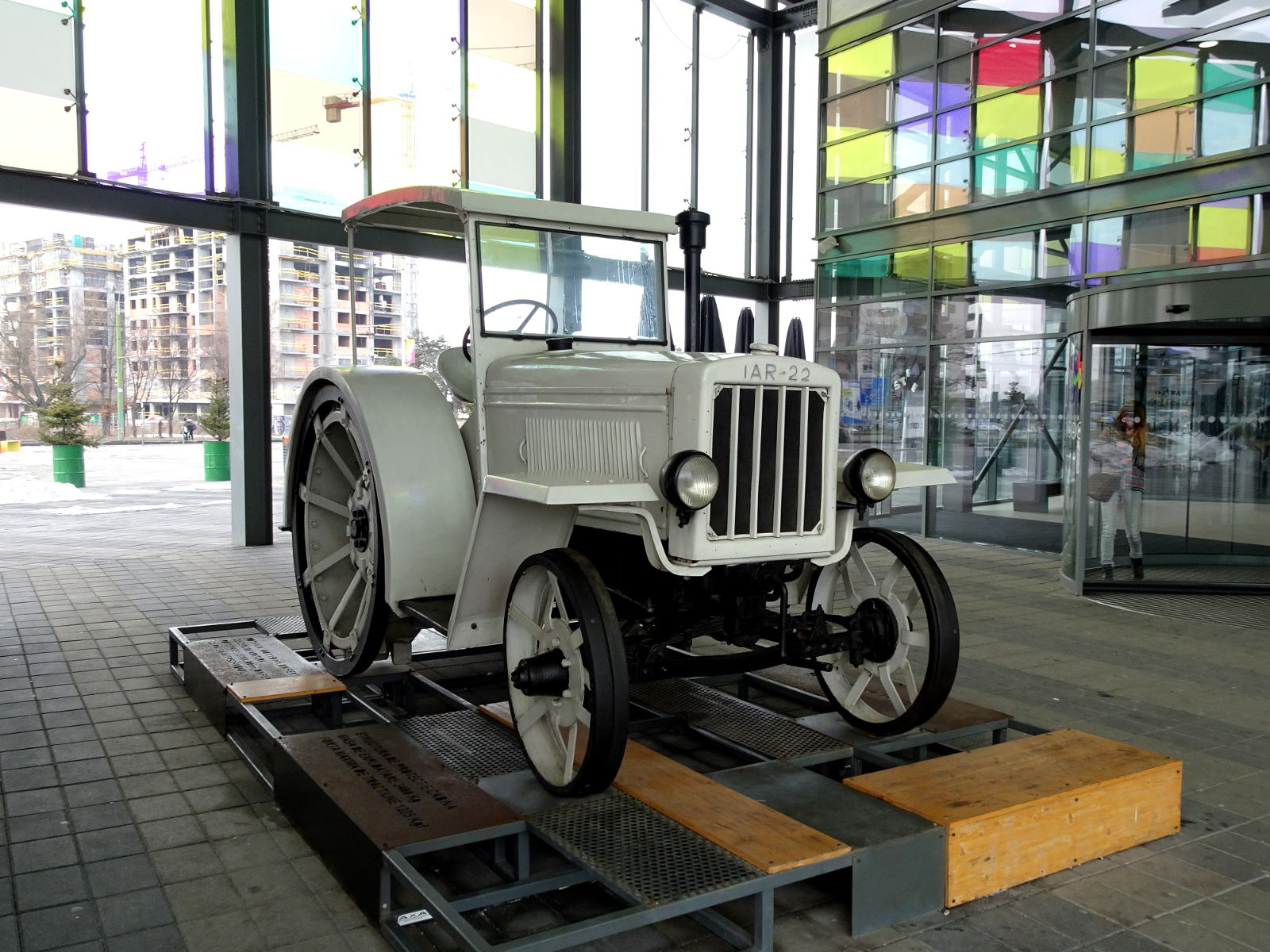
Um IAR 22, o primeiro trator produzido na Roménia, fabricado em Brașov

O desenvolvimento de indústria moderna em Brașov teve início no período entreguerras. Uma das maiores fábricas fundadas então foi a de construção de aviões, a Industria Aeronautică Română (IAR, atualmente IAR S.A. Brașov), onde foram construídos os primeiros caças romenos usados na Segunda Guerra Mundial. Depois da assinatura do armistício com a União Soviética em 12 de setembro de 1944, a fábrica começou a reparar camiões e em outubro de 1945 começou a produzir tratores agrícolas. O primeiro trator romeno, o IAR 22, foi produzido em Brașov. Em 1948, a empresa foi rebatizada Uzina Tractorul Brașov, conhecida internacionalmente como Universal Tractor Brașov. A produção aeronáutica foi retomada em 1968, primeiro com o nome de ICA e depois com o antigo nome IAR, numa nova localização, na cidade vizinha de Ghimbav.
A industrialização acelerou durante a era comunista, especialmente a indústria pesada, o que atraiu muitos trabalhadores doutras partes do país. A indústria pesada continua a ser importante e inclui a fábrica da Roman, herdeira da ROMLOC, fundada em 1921, que além de camiões e autocarros de conceção própria, na década de 2000 produzia também camiões da marca alemã MAN. Apesar da sua base industrial ter estado em declínio desde o início do século XXI, Brașov continua a ser um polo industrial importante, nomeadamente no fabrico de componentes para automóveis, transmissões hidráulicas), rolamentos, materiais de construção, ferramentas, móveis, têxteis e calçado. Na cidade há também uma grande fábrica de cerveja.

## Principais atrações turísticas

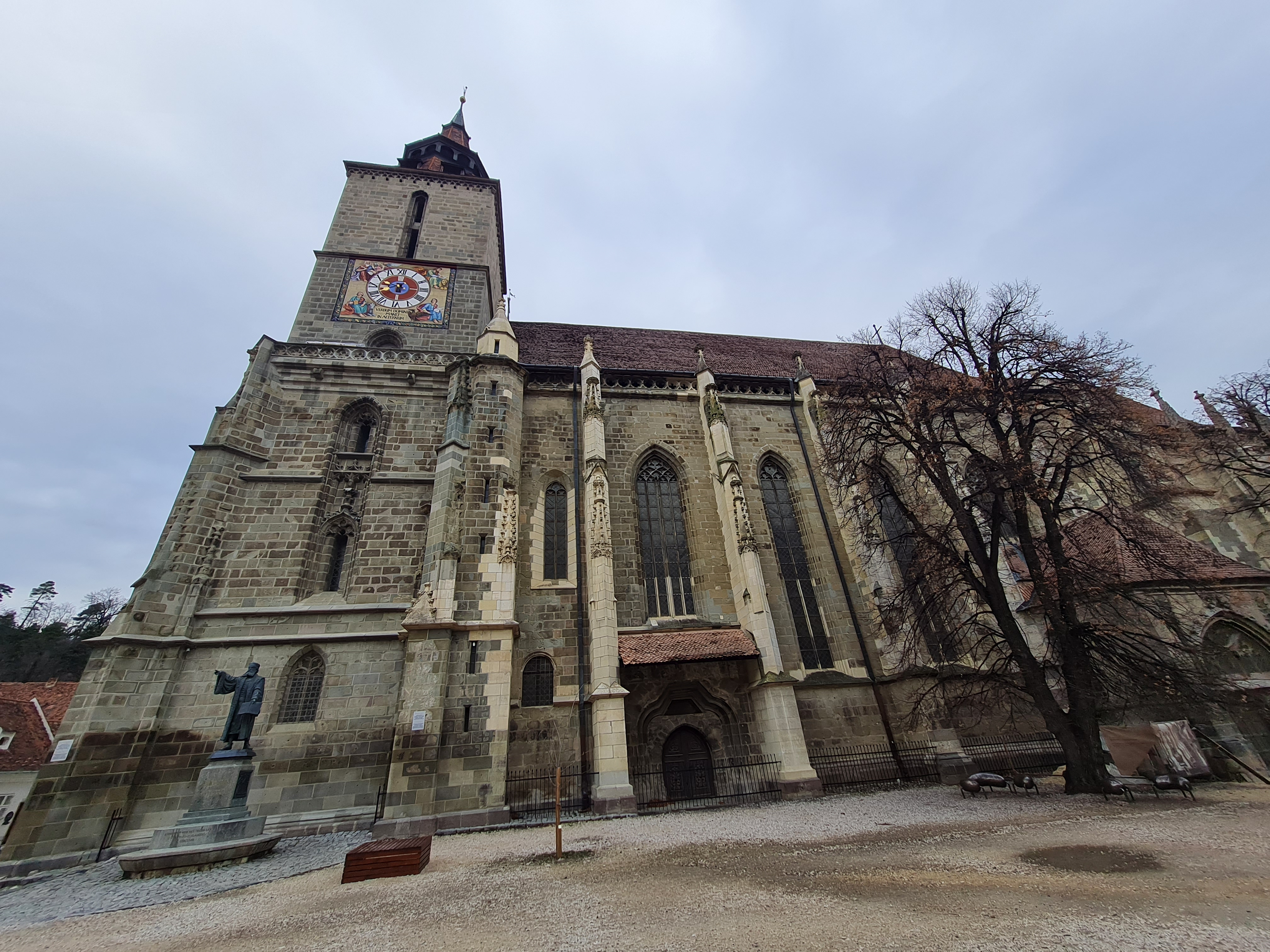
Igreja Negra

A grande Praça do Conselho (Piața Sfatului) é rodeada por edifícios de comércio em tons de pastel e é dominada pela imponente Igreja Negra (séculos  XIV-XVI). Preserva ainda o espírito da Brașov medieval.

### Edifícios religiosos
- Igreja Negra (Biserica Neagră), uma catedral luterana que é um monumento gótico notável, cuja construção foi iniciada em 1477, no local onde existiu uma igreja mais antiga, demolida cerca de 1385. O seu nome deve-se ao facto de ter sido enegrecida pelo fumo do grande fogo de 1689 que destruiu a maior parte da cidade.

- Igreja de São Nicolau (Biserica Sfântul Nicolae), de rito ortodoxo romeno, foi construída em 1292 e reconstruída em pedra a partir de 1495. Originalmente de estilo gótico foi depois redecorada com elementos barrocos.

### Espaços museológicos

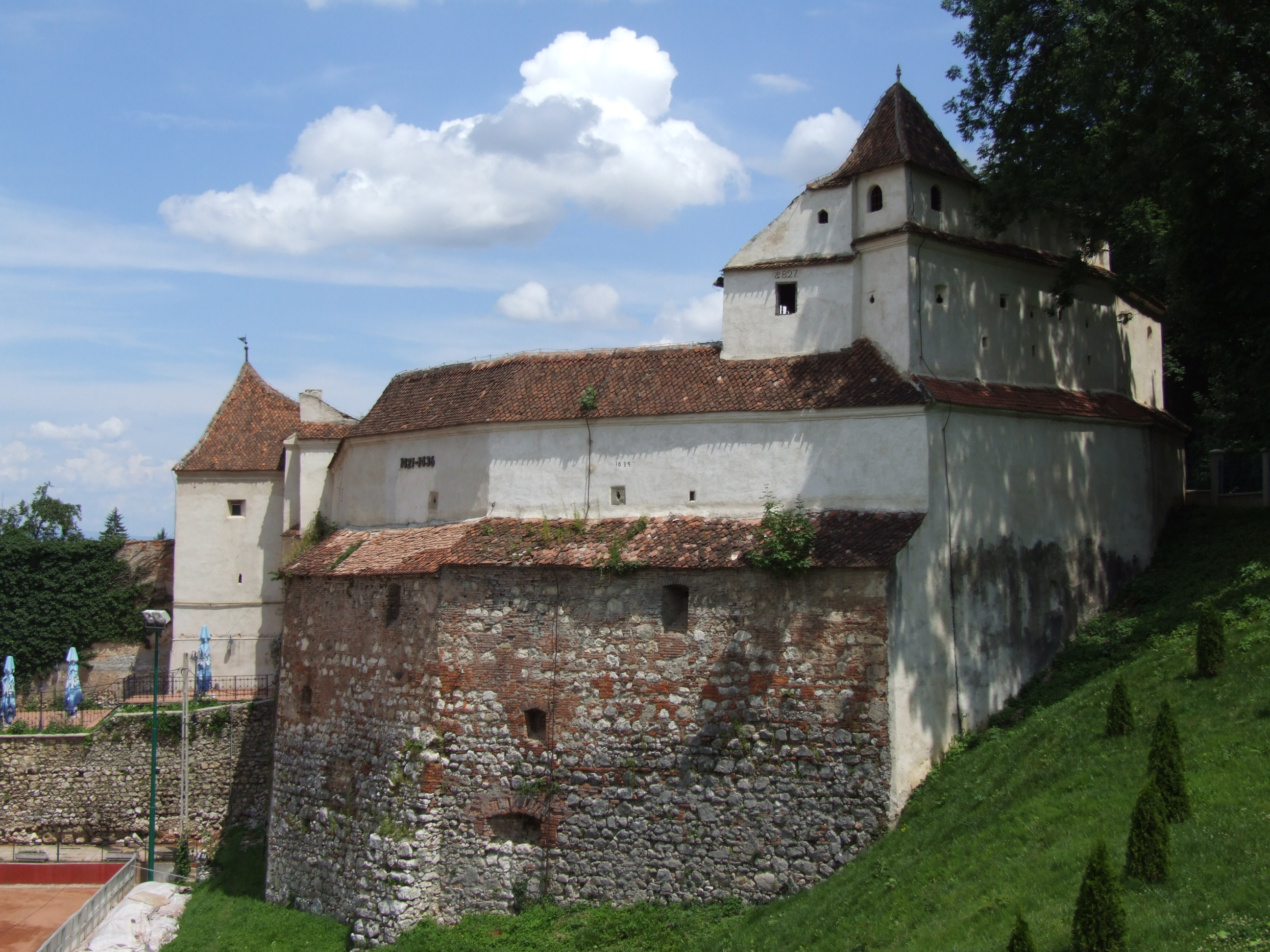
Bastião dos Tecelões (Museu de Țara Bârsei)

- Casa Sfatului, os antigos paços do concelho, que foi a sede da administração municipal durante mais de 500 anos, onde atualmente está instalada a sede do Museu Distrital de História de Brașov (Muzeul Județean de Istorie din Brașov). É um edifício com características góticas, renascentistas e do barroco transilvano, revelando as alterações sucessivas que sofreu ao longo dos séculos.[18]

- Primeira escola romena (Prima școală românească), edifício onde funcionou a primeira escola romena, situada junto à Igreja de São Nicolau. A data de fundação é desconhecida, mas teria sido reconhecida pelo papa em 1395. O edifício foi uma igreja, construída no século XIV, que foi reconstruída em 1495 e em 1597. A escola chegou a ter 1730 alunos e funcionou até 1941. Em 1964 foi convertida num museu, que além dos objetos escolares e duma coleção de livros, tem também a primeira Bíblia em romeno e a prensa móvel mais antiga da Roménia.

- Casa Mureșenilor, onde funciona um museu dedicado sobretudo à memória da família Mureșenilor, à qual pertenceram, por exemplo, Iacob Mureșanu, editor e dono da Gazeta de Transilvania entre 1850 e 1877, e Andrei Mureșanu, o autor do hino nacional romeno (Deșteaptă-te, române!).

- Bastião dos Tecelões (Bastionul Țesătorilor), onde está instalado o Museu de Țara Bârsei[a] (Muzeul Țării Bârsei) desde 1950 É um baluarte construído pela corporação dos tecelões com quatro andares, que é mencionado pela primeira vez em 1522. A partir de 1908 foi usado para festas e espetáculos, especialmente de ópera, devido à acústica, alegadamente excelente. O museu mostra alguns aspetos da antiga Brașov e Șchei, armas antigas e objetos relacionados com os tecelões locais e a sua guilda.

- Bastião Graft (Bastionul Graft) ou Bastião da Porta (Bastionul Poartă; em alemão: Torbastei), construído entre 1515 e 1521 pela corporação dos seleiros, nele funciona atualmente uma secção do Museu Distrital de História.

- Cetățuia de pe Strajă (cidadela ou forte da sentinela ou da guarda), também conhecida como Dealul Cetății (fortaleza do monte), outrora um elemento importante da defesa da cidade. No início do século XV havia apenas uma torre de vigia; em 1524 foi construído um forte de madeira com quatro torres, que foi destruído em 1529 por Petru Rareș, voivoda da Moldávia. Em meados do século XVI foi construída um fortaleza em pedra com fossos, que foi muito danificada por um fogo em 1618. Foi quase totalmente reconstruída em 1625 e em 1630 foi dotada de quatro bastiões. No século XVII perdeu importância e foi usada como armazém e depois como caserna. Entre o século XVIII e 1954 foi uma prisão, depois um arquivo do Estado. Após ter sido extensamente restaurado, reabriu como um complexo turístico e museológico.

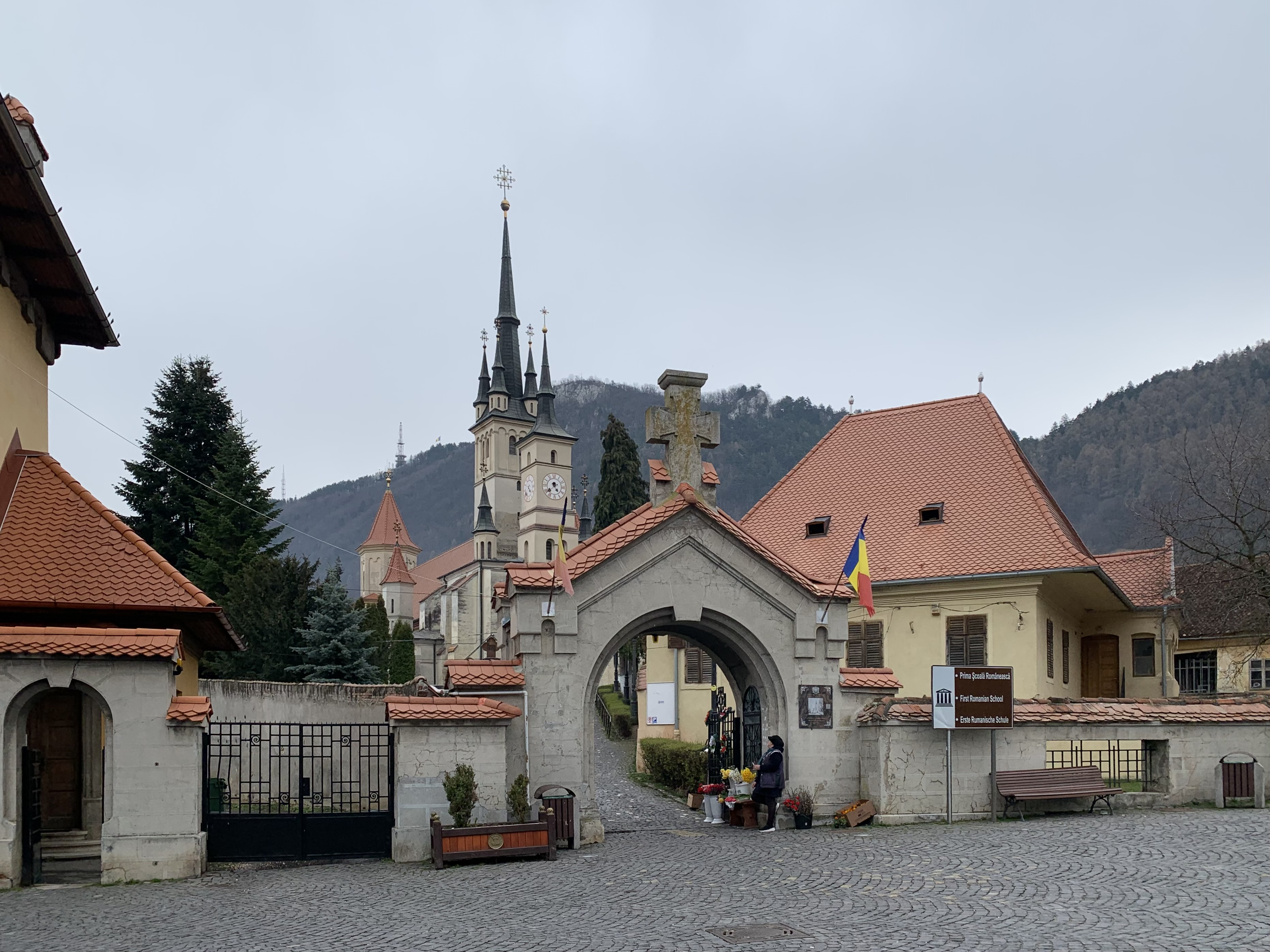
Igreja de São Nicolau
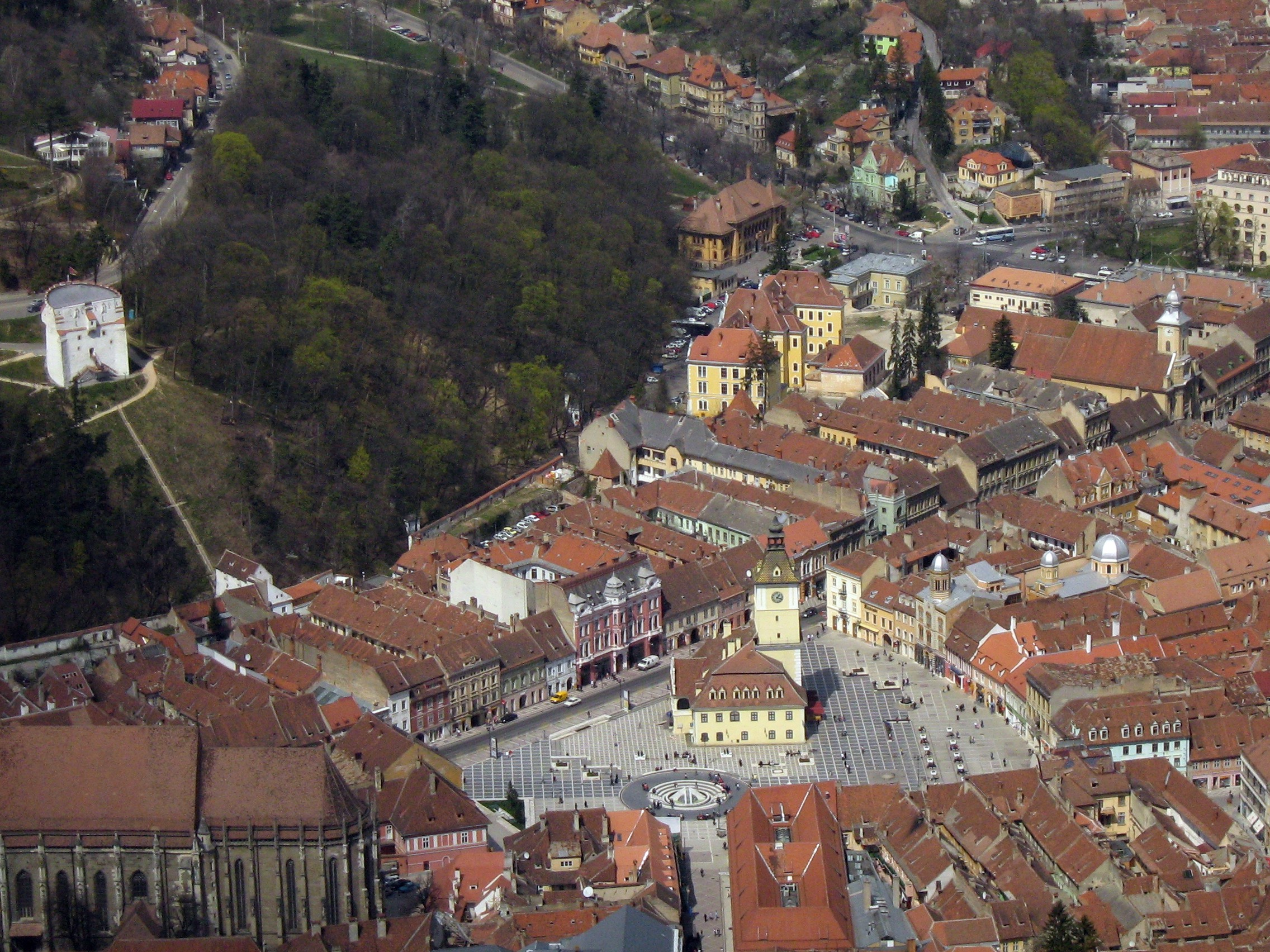
Vista de parte do centro histórico; com a Igreja Negra no canto inferior esquerdo e a Piața Sfatului ao centro, em baixo
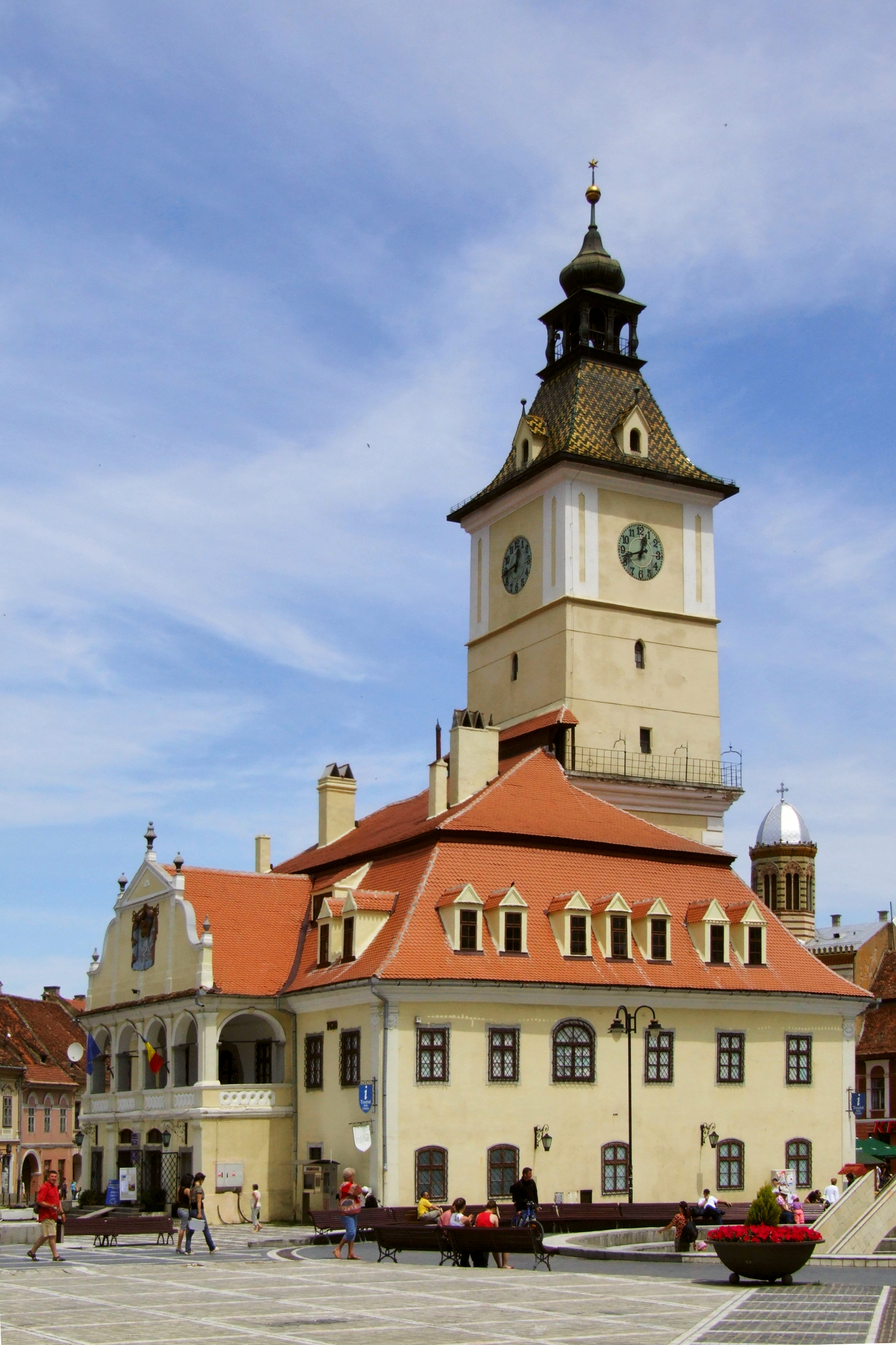
Casa Sfatului
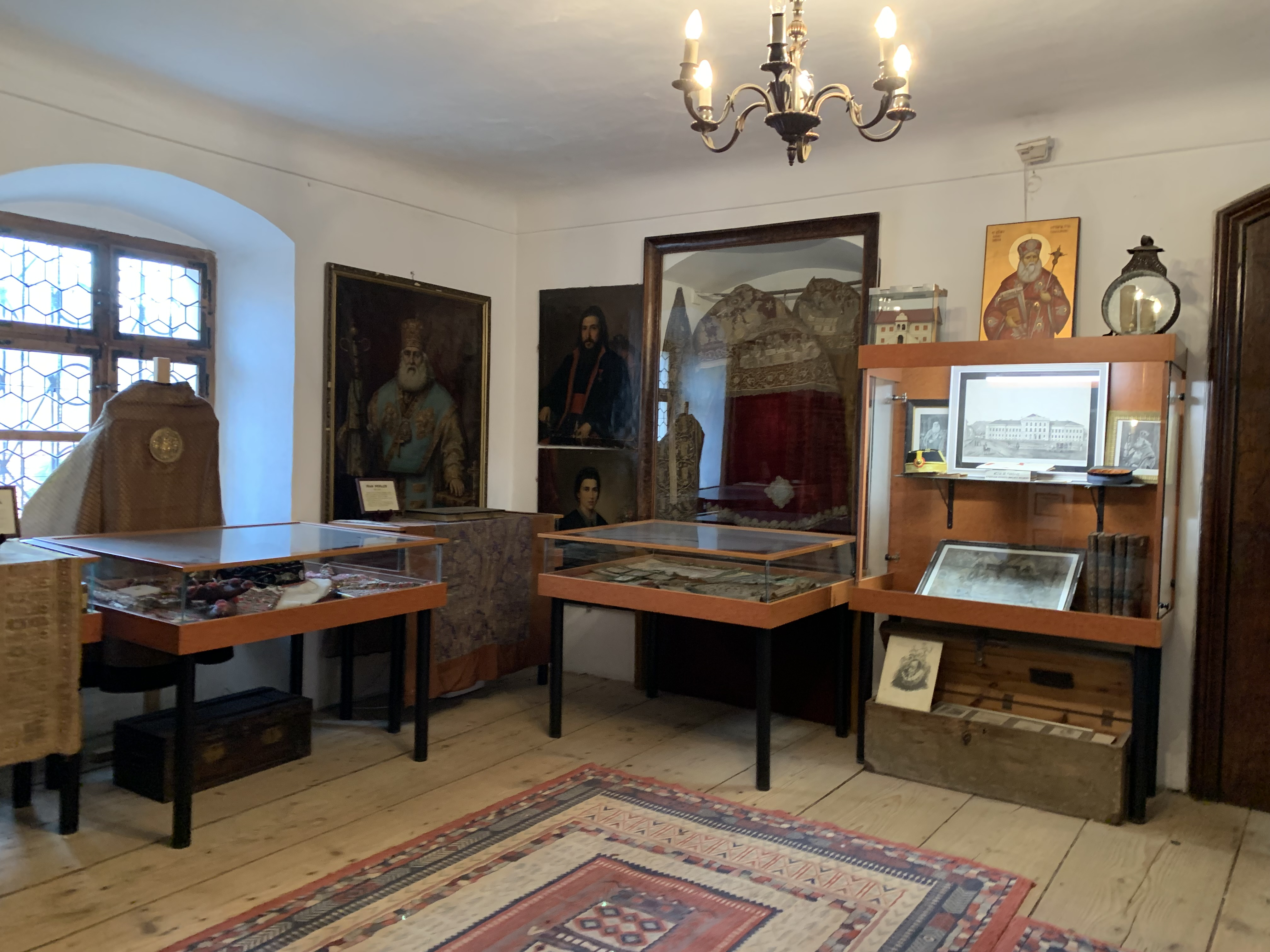
Primeira escola romena
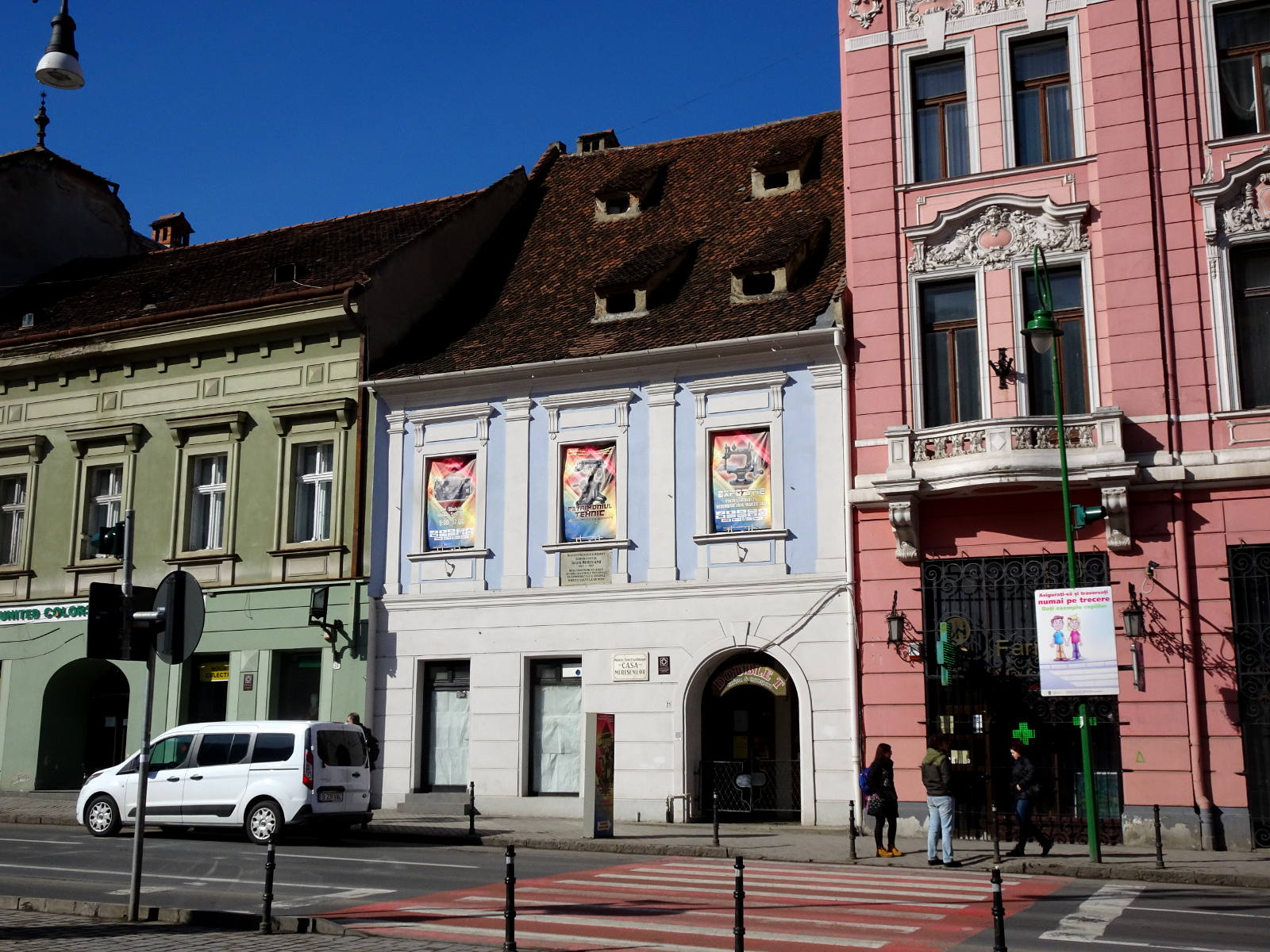
Casa Mureșenilor

### Fortificações

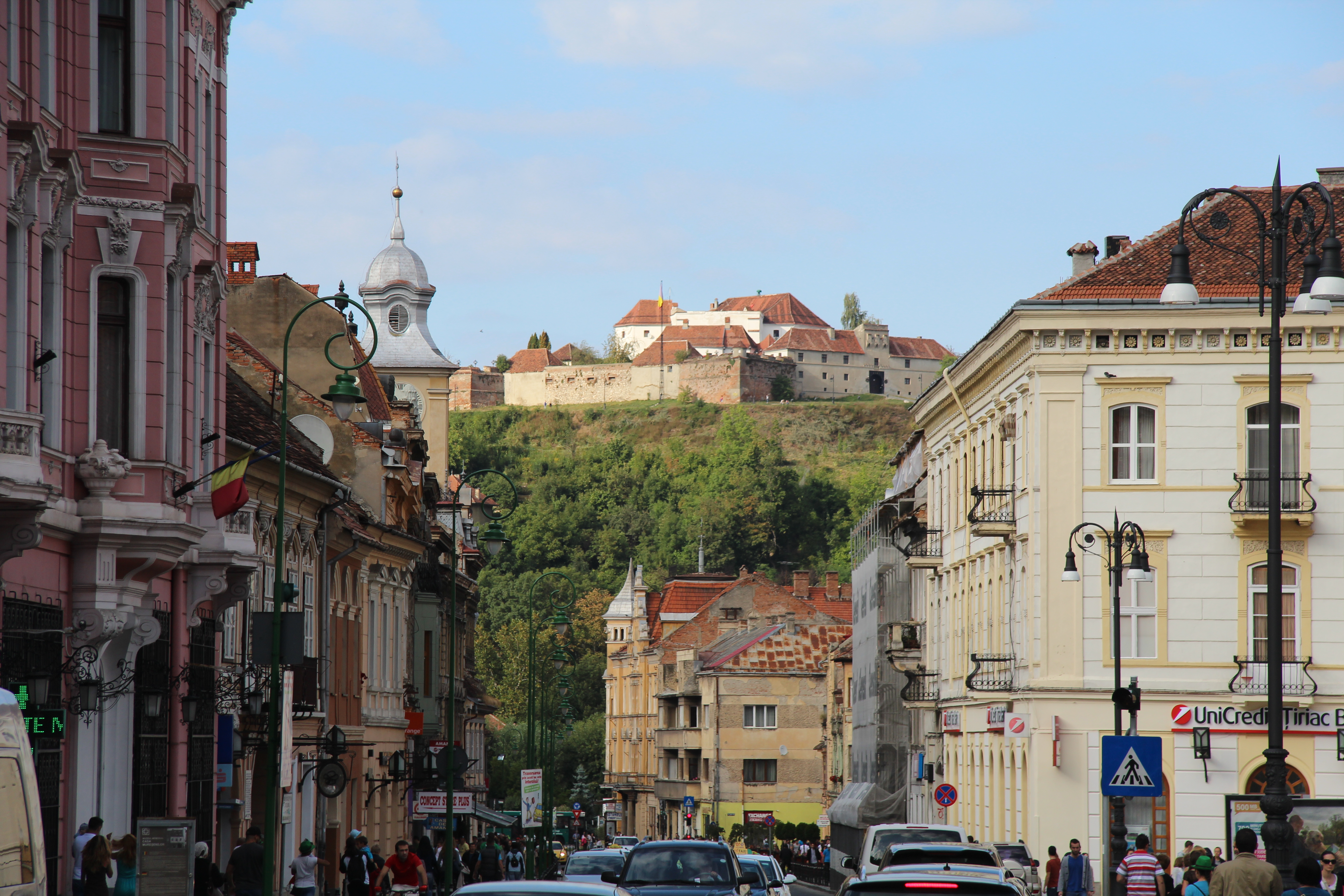
Rua do centro histórico com a Cetățuia de pe Strajă (cidadela ou forte da sentinela) ao fundo

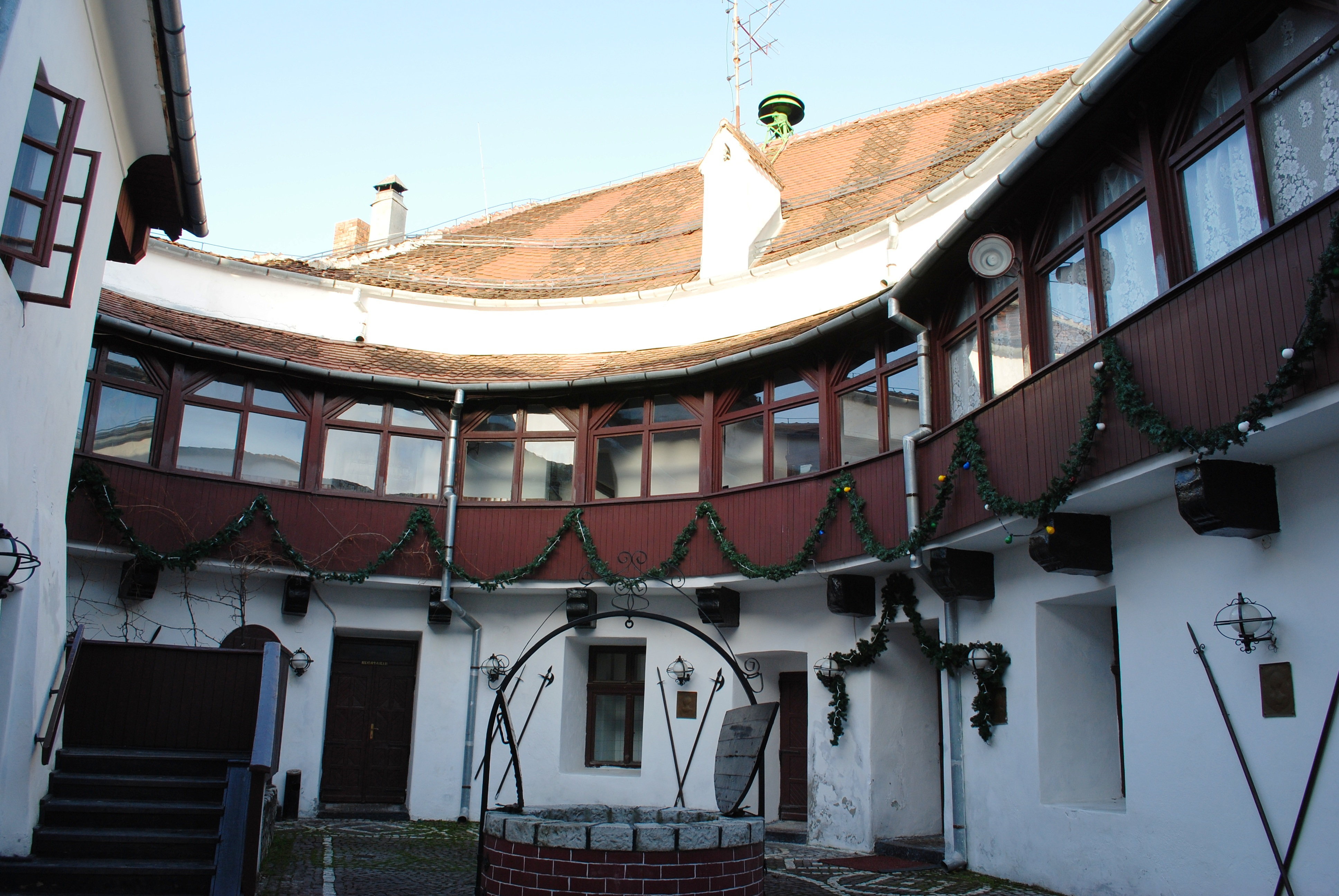
Pátio interior da Cetățuia de pe Strajă

As fortificações de Brașov foram construídas principalmente entre o final do século XIV e o século XIX. A construção da fortaleza propriamente dita foi iniciada durante o reinado de Sigismundo do Luxemburgo (r. 1387–1437), mas desde pelo menos o século XIII que havia fortificações, indispensáveis para fazer frente às frequentes invasões de turcos e tártaros, que em 1241 destruíram os mosteiros de São Lourenço e de Santa Catarina construídos poucas décadas para alojar os monges e monjas que vieram com os Cavaleiros Teutónicos. Em 1383 foram construídas fortificações que consistiam em fossos, aterros e paliçadas de madeira. A construção da muralha de pedra, com cerca de 3 km de extensão, 12 metros de altura, 1,7 a 2,2 metros de espessura e de vários bastiões e torres está na origem do epíteto de Brașov "fortaleza dos sete bastiões". A muralha tinha bastiões a cada 110 metros e 28 torres, das quais só restam seis, duas no lado noroeste e duas no lado sul. As muralhas eram duplas e em alguns locais eram triplas, com fossos e aterros. Entre cada linha de muralhas havia zwingers, cada um deles a cargo duma guilda.
- Bastião Graft (Bastionul Graft), no lado noroeste.
- Bastião dos Tecelões (Bastionul Țesătorilor), no canto sudoeste.
- Bastião dos Ferreiros (Bastionul Fierarilor), no canto noroeste. Mencionado pela primeira vez em 1521 como uma torre, foi destruído por cheias em 1526 e reconstruído no ano seguintes. A aspeto atual resulta da última ampliação, realizada em 1668 e dos restauros levados a cabo em 1938. No ano seguinte foi destruído por um fogo e só foi reconstruído 20 anos depois. É de forma pentagonal, tem três andares. Deixou de ser usado militarmente em 1734, passando a servir como celeiro e habitação.

- Bastião dos Cordoeiros (Bastionul Frânghierilor ou Bastionul Funarilor), situado a a meio do lado sul, é o primeiro bastião de Brașov mencionado em documentos (1416). Originalmente de forma  hexagonal, tinha 10 a 12 metros de altura. Foi danificado por fogos em 1461 e 1689, quando foi praticamente destruído. Após ter sido restaurado serviu como armazém. A casa anexa foi construída em 1794 pela guilda a que pertencia o bastião.

- Outros bastiões: Postăvarilor (no canto sudeste), Cojocarilor (dos peleiros; no canto sudeste), Aurarilor (dos ourives, no lado nordeste, demolido em 1886), Curelarilor (dos seleiros, no canto norte, demolido em 1887).

- Porta Catarina (em romeno: Poarta Ecaterinei; em alemão: Katharinentor; em húngaro: Katalin-kapu), a única porta da cidade dos tempos medievais ainda existente. Foi construída pela corporação dos alfaiates em 1559, para substituir uma mais porta mais antiga destruída por inundações em 1526. Deve o seu nome ao convento de Santa Catarina que dantes ali existia.

- Porta Șchei, construída em pedra e tijolo em 1827, tem a forma dum arco do triunfo.

- Outras portas anteriores ao século XIX: Vămii (da Alfândega), Principală e Străzii Negre (da Rua Negra). Durante as obras de restauro do lado sul das muralhas foram descobertos os vestígios duma porta e duma torre que não são mencionadas historicamente, que possivelmente era usada para levar o gado a pastar no monte Tâmpa durante os cercos.

- No século XIX, além da Porta Șchei, foram também construídas as portas Târgul Cailor (da feira dos Cavalos) e Vămii cea nouă (da Alfândega Nova), ambas já desaparecidas.

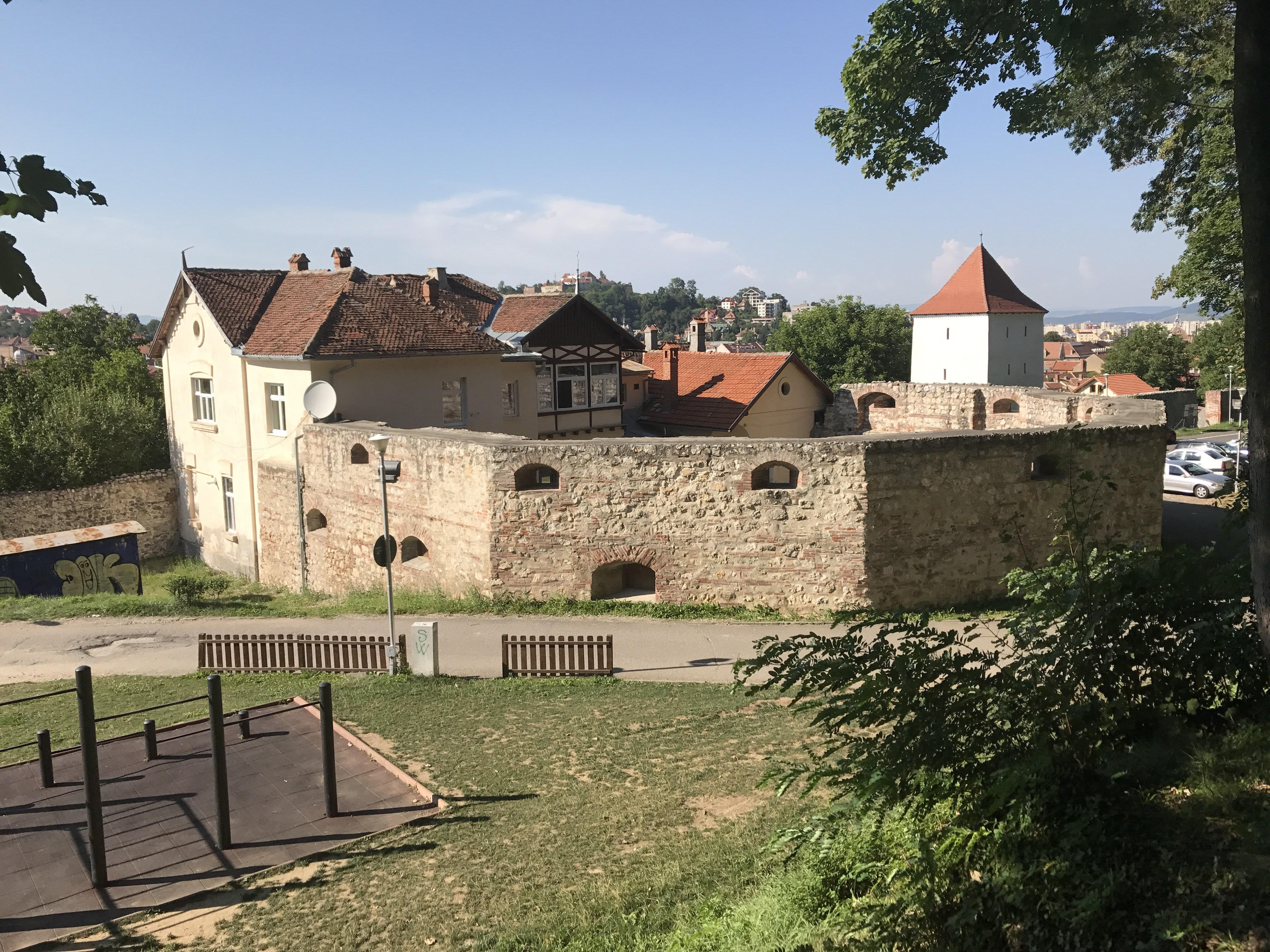
Bastião dos Cordoeiros (Bastionul Frânghierilor ou Bastionul Funarilor)
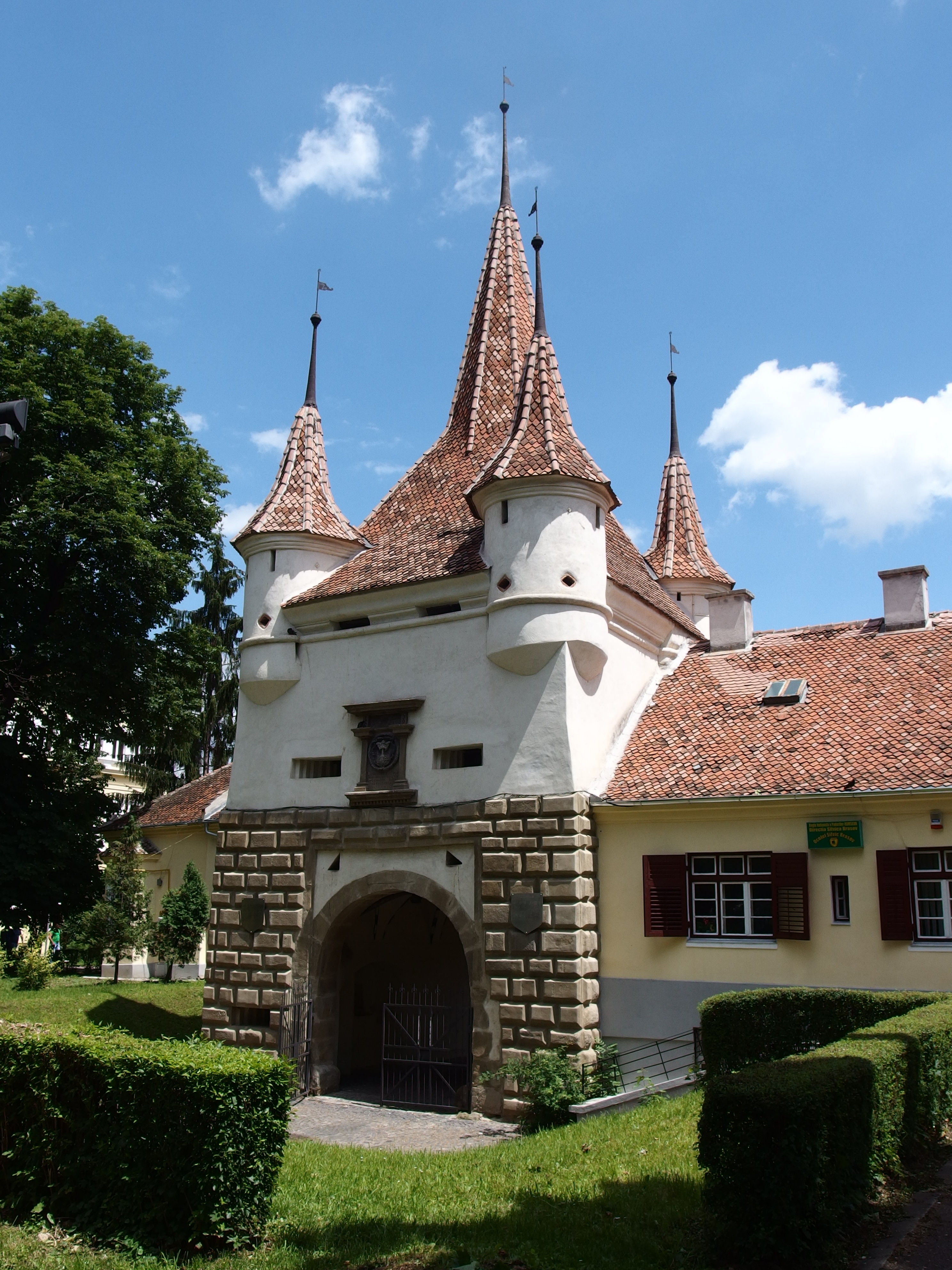
Porta Catarina
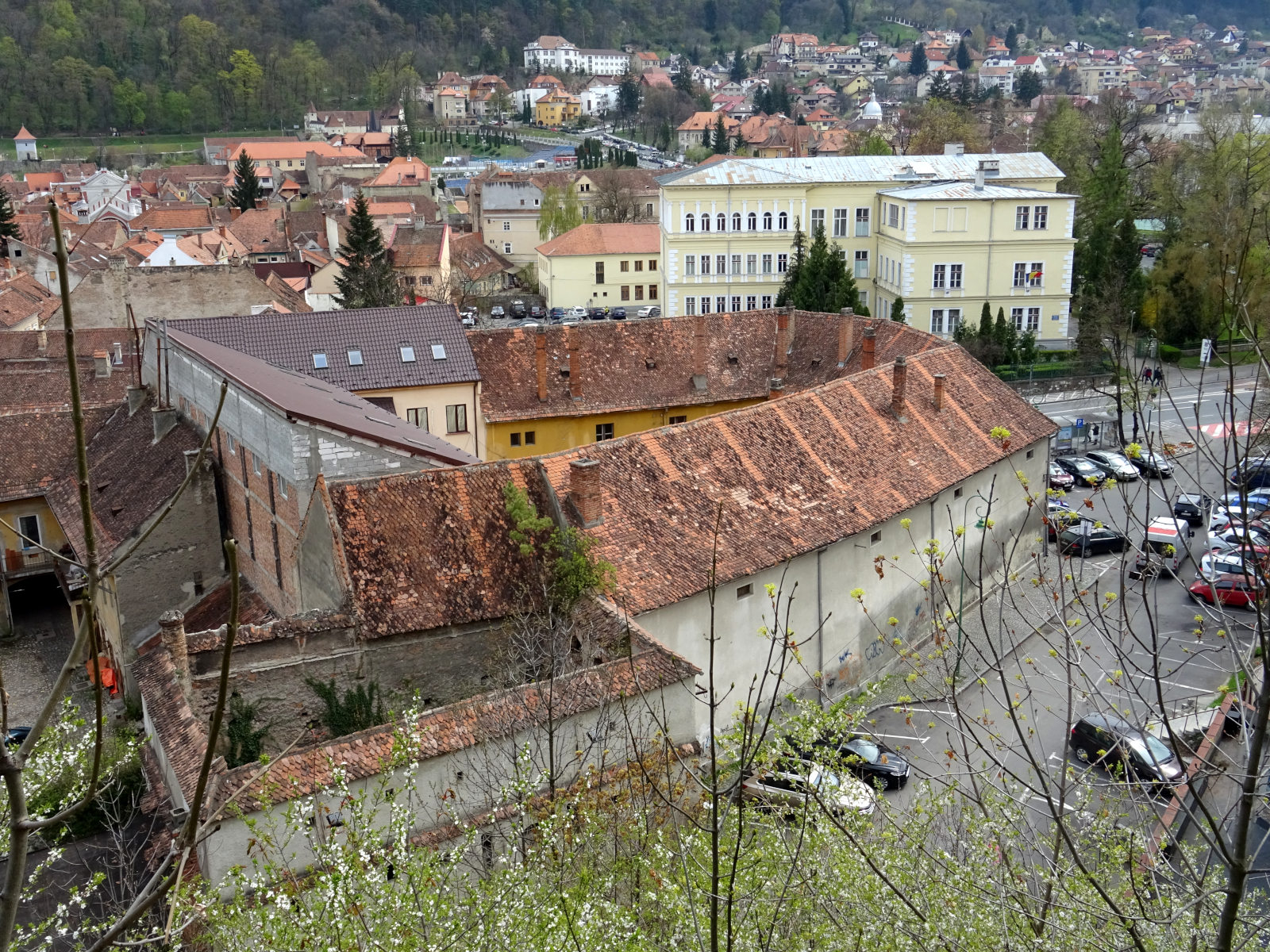
Bastião dos Ferreiros (Bastionul Fierarilor)
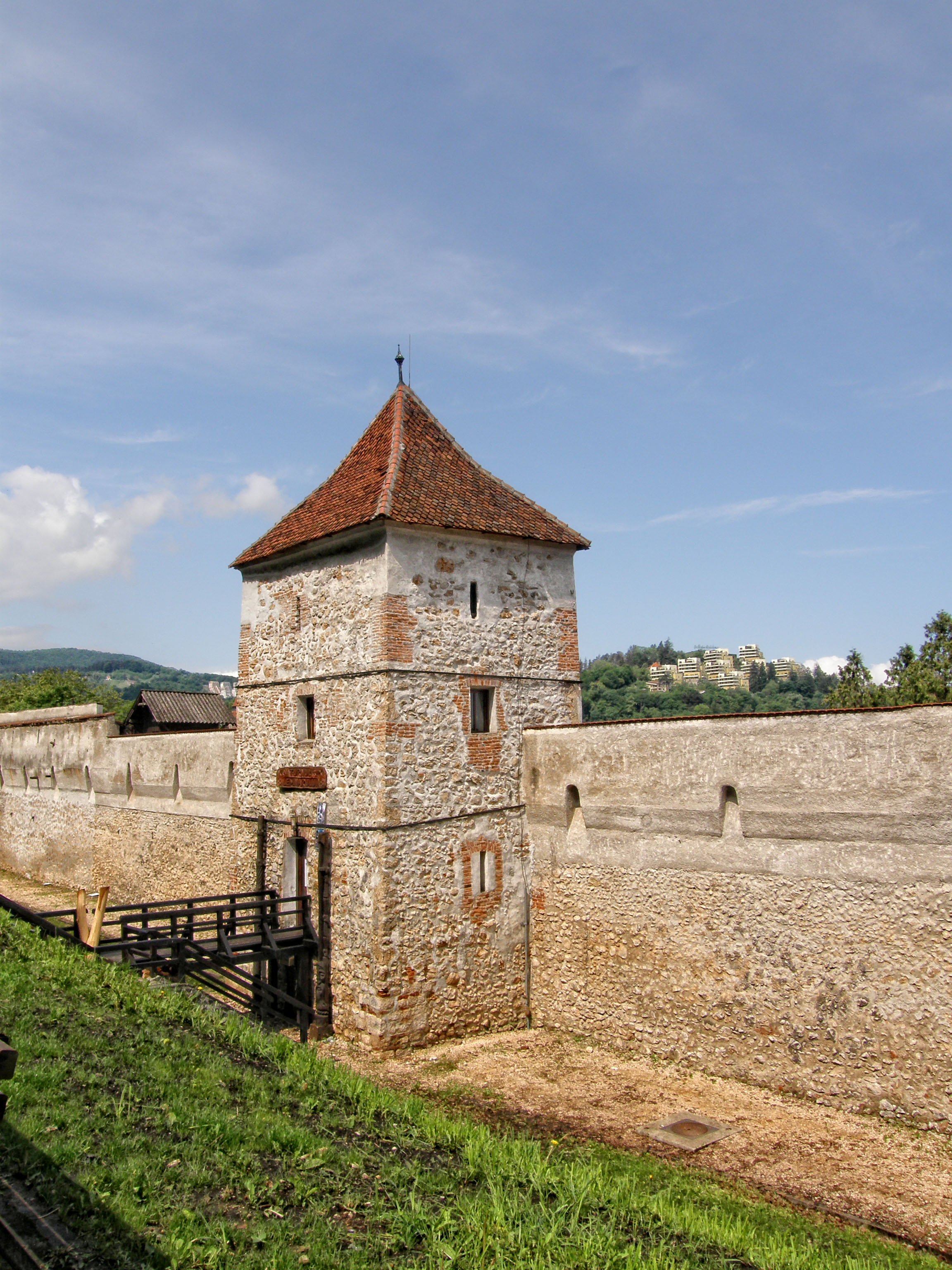
Turnul Lemnarului, no lado sudeste da muralha
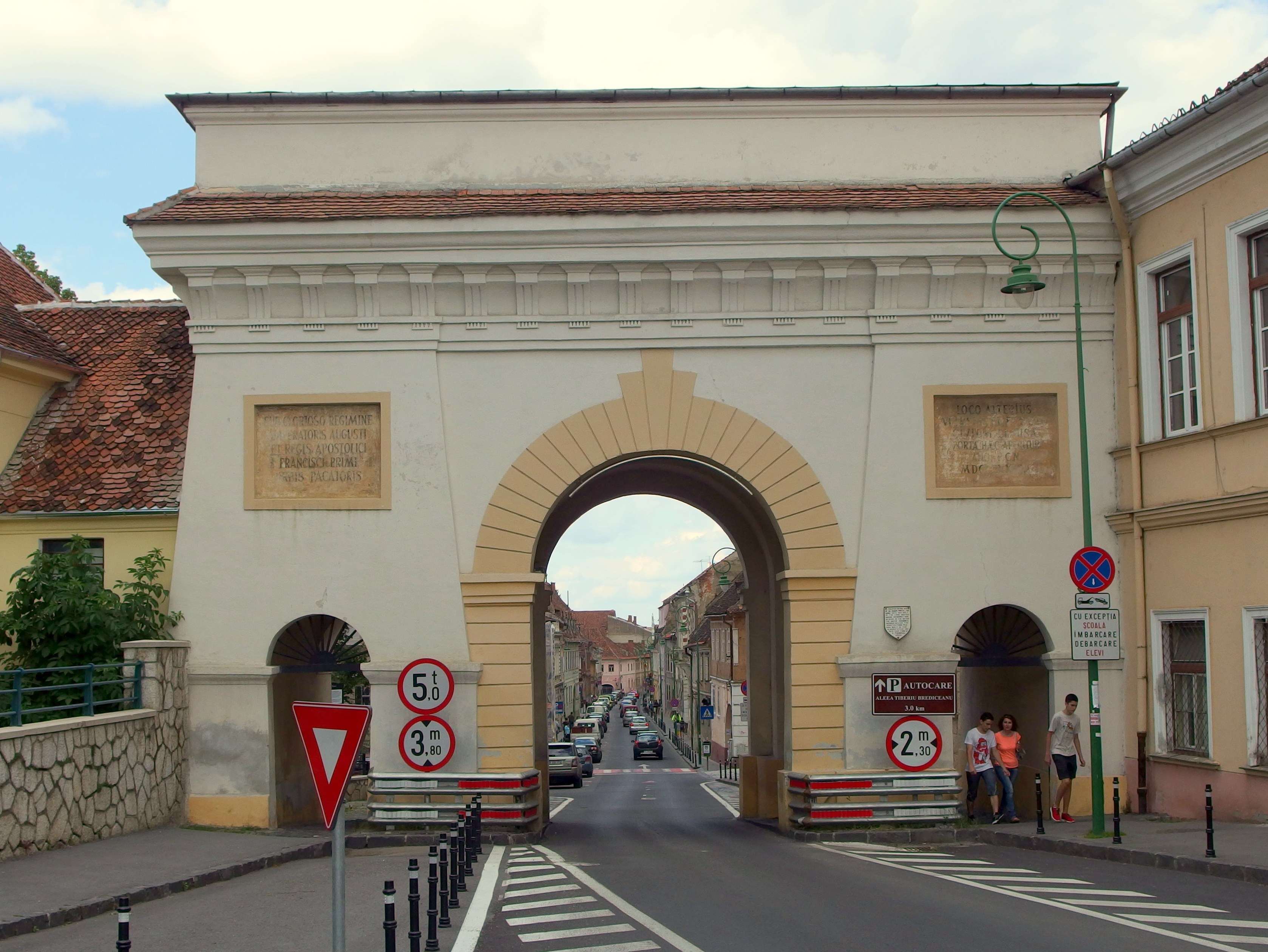
Porta Șchei

### Outros monumentos e locais de interesse
- Strada Sforii ("Rua da Corda"), por vezes apontada como uma das ruas mais estreitas da Europa, originalmente era um corredor para uso dos bombeiros. É mencionada pela primeira vez em documentos do século XVII e tem entre 111 e 135 cm de largura e 80 metros de comprimento.
- Șchei, um bairro histórico que mais parece uma aldeia, cujos habitantes até ao século XVII não podiam ter propriedades na cidade muralhada, na qual só podiam entrar em determinados alturas, mediante o pagamento duma portagem. Foi fundado por búlgaros em 1392 e mais tarde tornou-se um bairro exclusivamente de romenos. Os historiadores pensam que os búlgaros do bairro adotaram a língua e entidade étnica romenas a partir de certa altura.

### Nas proximidades

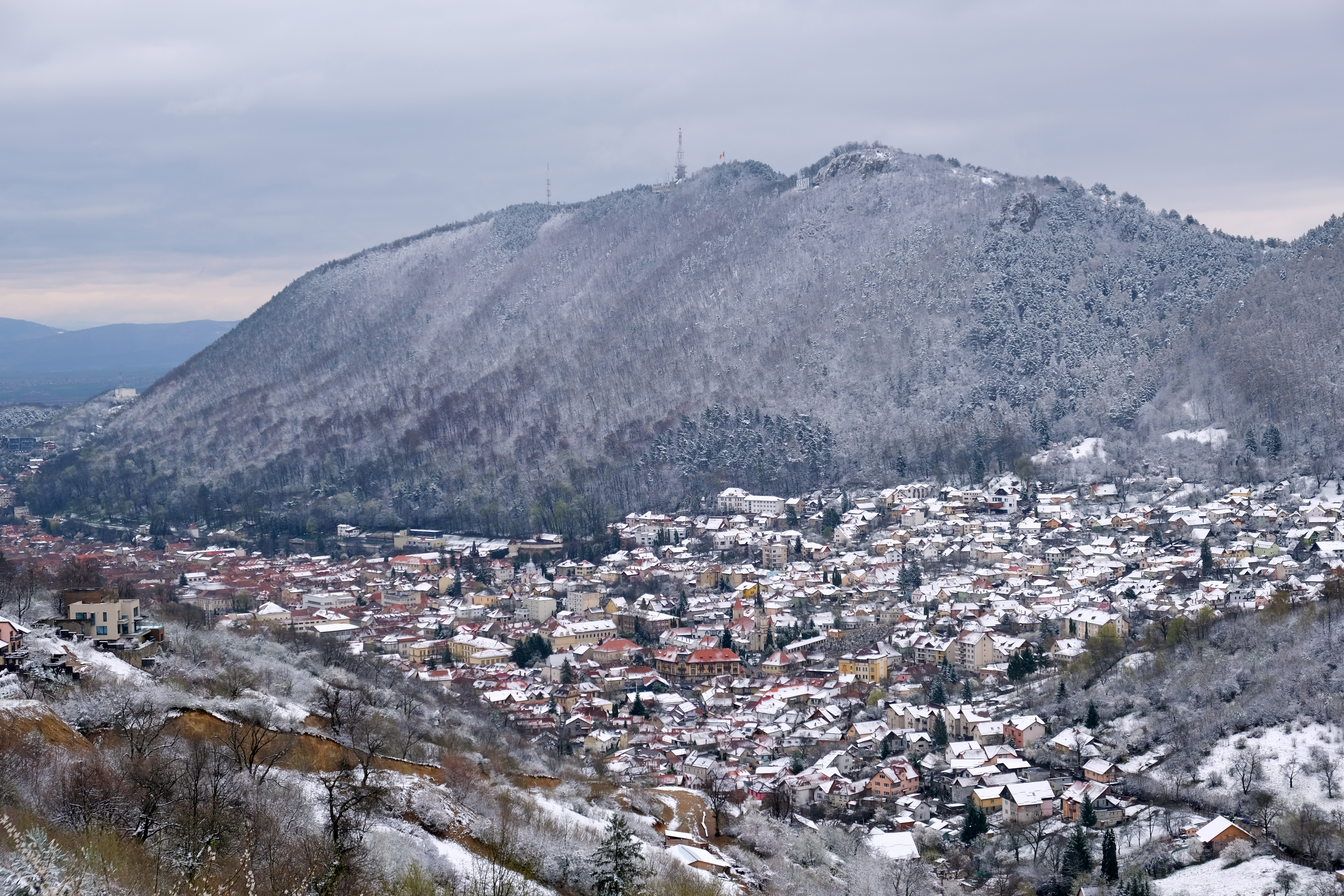
Vista de Brașov com o monte Tâmpa ao fundo

- Tâmpa, uma montanha com 960 ou 995 mtros de altitude que praticamente é rodeada pela cidade. Grande parte dela é uma reserva natural. No cimo, ao qual se pode chegar por um teleférico, tem-se uma vista magnífica sobre a cidade.
- Castelo de Bran, associado, com pouca ou nenhuma fiabilidade histórica à memória de Vlad Drăculea, o Empalador, que inspirou o Drácula de Bram Stoker, uma das atrações turísticas mais populares da Roménia.
- Cidadela de Râșnov, uma aldeia fortificada do século XIII que desempenhou uma papel importante na defesa contra as invasões de tártaros e otomanos.
- Fortaleza de Prejmer, outra fortaleza construída pelos Cavaleiros Teutónicos no século XIII que foi importante na defesa da região. A sua principal atração é sua igreja fortificada, classificada como Património Mundial pela UNESCO.
- Poiana Brașov, uma estância de esqui.

## Cidades gémeas
Brașov tem acordos de geminação com as seguintes cidades:
 Nuremberga (Alemanha), desde 2014 
 Linz (Áustria), desde 2012
 Gante (Bélgica), desde 1993
 Minsk (Bielorrússia), desde 2005
 Holstebro (Dinamarca), desde 2005
 Cleveland (Estados Unidos), desde 1991 
 Tampere (Finlândia), desde 1989
 Tours (França), desde 1990
 Trícala (Grécia), desde 2005
 Győr (Hungria)
 Rishon LeZion (Israel)
 Musashino (Japão), desde 1991
 Leeds (Reino Unido)